# معماری و مدرنیته
معماری و مدرنیته یکی از کتاب‌های نظریه‌پرداز و مورخ معماری هیلده هاینن است.
هاینن در این کتاب با آغاز خط سیری از دهه‌های آغازین قرن بیستم به بررسی رابطه میان نظریه انتقادی و معماری مدرن می‌پردازد.این کتاب درواقع دو رگه را دنبال می‌کند، یکی رگه نظریه انتقادی که توسط مکتب فرانکفورت و فیلسوفانی چون والتر بنیامین، تئودور آدورنو، ارنست بلوخ و ماکس هورکهایمر معرفی شد و دیگری معماری مدرنی که ریشه‌هایش در فرانکفورت و توسط معمارانی چون آدولف لوس، ارنست می و هانس مایر و مورخینی چون زیگفرید گیدیون و برونو زوی و غیره مستحکم شد.
معماری و مدرنیته، علاوه بر تلاش برای پل زدن میان نظریه معماری و گفتمان نظریه انتقادی در اینجا با تشریح آثار آوانگاردهایی چون کونستانت، موقعیت گرایان بین‌المللی، مانفردو تافوری، ماکس بیل، گی دوبور، ماسیمو کاچاری و فرانچسکو دال. کو تاریخ روشن و مشخصی از مدرنیسم در معماری ارائه می‌دهد.

## ترجمه به فارسی
این کتاب توسط احسان حنیف به فارسی برگردانده شده و نشر فکرنو آن را منتشر ساخته‌است.

## خلاصه
کتاب هاینن شامل چهار بخش است:
- معماری در برابر مدرنیته
- ساخت جنبش مدرن
- بازتاب در آیینه
- معماری به عنوان نقد مدرنیته

و همچنین در موخره ای به بحث در مورد مفاهیمی چون سکونت، میمسیس و فرهنگ می‌پردازد.